# Jane Eyre (película de 1996)
Jane Eyre es una adaptación fílmica de 1996 de la novela homónima escrita en 1847 por Charlotte Brontë. Esta producción de Hollywood, dirigida por Franco Zeffirelli, es fiel a la novela original, aunque aparece resumida y eliminada gran parte del argumento del último cuarto del libro (la fuga, las pruebas y tribulaciones, nuevas relaciones encontradas y nuevo empleo), a fin de poder adaptarla a una película de dos horas de duración.[cita requerida]

## Producción
El lugar elegido para Thornfield Hall es Haddon Hall, Bakewell, Derbyshire, en Reino Unido. Desde esta versión de Zeffirelli, varias versiones de Jane Eyre se han realizado en Haddon Hall y actualmente está considerado casi sinónimo de Thornfield Hall. Antes de que Zeffirelli usase Haddon Hall en su versión, este lugar se usó en una ocasión en otro filme, como el castillo de The Princess Bride.[cita requerida]

## Reparto
| Actor                  | Personaje            |
| ---------------------- | -------------------- |
| Charlotte Gainsbourg   | Jane Eyre            |
| Anna Paquin            | Jane Eyre (de joven) |
| Fiona Shaw             | Sra. Reed            |
| John Wood              | Sr. Brocklehurst     |
| Geraldine Chaplin      | Sra. Scatcherd       |
| Amanda Root            | Sra. Temple          |
| Leanne Rowe            | Helen Burns          |
| Richard Warwick        | John                 |
| Joan Plowright         | Sra. Fairfax         |
| Judith Parker          | Leah                 |
| Josephine Serre        | Adele Varens         |
| Billie Whitelaw        | Grace Poole          |
| William Hurt           | Rochester            |
| Elle Macpherson        | Blanche Ingram       |
| Julian Fellowes        | Coronel Dent         |
| Edward de Souza        | Richard Mason        |
| Peter Woodthorpe       | Briggs               |
| Ralph Nossek           | Reverendo Wood       |
| Maria Schneider        | Bertha Mason         |
| Samuel West            | St. John Rivers      |
| Charlotte Attenborough | Mary Riversto        |

## Argumento
Jane Eyre es contratada por el Sr. Rochester a través de la Sra. Fairfax para trabajar como institutriz de Adèle. Todo eso le sucede siendo sencilla y pobre. A pesar de sus modales suaves y poco atractivos como los de una monja, Jane tiene fuertes pasiones ocultas y muestra su fuerte carácter al expresar sus opiniones y mostrar determinación en tiempos de problemas. Rochester es un antihéroe de Byron, torturado y atormentado por problemas familiares, injusticias pasadas y secretos. Rochester y Jane desarrollan una afinidad mutua. Se enamoran y se fija la fecha de la boda. Lo que Jane no se da cuenta es que debe compartir la propiedad y, en última instancia, el Sr. Rochester con su esposa, Bertha, que tiene una enfermedad mental y está confinada en un ático de arriba con una enfermera, Grace Poole.
El matrimonio es detenido por el hermano de Bertha, Richard Mason, y el abogado Briggs. Jane huye; su mundo en ruinas. Se recupera en la casa parroquial, el hogar original de su tía, y descubre que ahora es rica al heredar la fortuna de su tío perdida hace mucho tiempo en Madeira. Recibe una propuesta de matrimonio del párroco St. John Rivers, pero su corazón y su alma están con Rochester. Jane regresa para encontrar la casa de Rochester, Thornfield Hall, incendiada y Rochester lisiado y cegado por un incendio provocado por Bertha, quien falleció. Sin embargo, el amor de Jane por Rochester no ha disminuido; ella lo cuida hasta que recupera la salud, él recupera la vista y se casan.

## Recepción
El film mantiene una puntuación positiva de un 70% en Rotten Tomatoes basado en 23 críticas. El New York Times dijo de Hurt que "estaba vergonzoso e inapropiado en el papel Rochester, más cercano a un afable excéntrico que a un melancólico Héroe byroniano" aunque luego matiza que la película "tiene sus momentos".